# مجيد أباد (إبراهيم أباد)
مجید أباد (بالفارسية: مجیدآباد) هي قرية تقع في إيران في قسم ابراهیم أباد الريفي. يقدر عدد سكانها بـ 502 نسمة .